# Norawank SC
Der Norawank SC (armenisch Նորավանք մարզական ակումբ, Noravank Marzakan Akowmb, englisch Noravank SC) ist ein armenischer Fußballverein aus Waik. Der Club spielt momentan in der höchsten armenischen Liga, der Bardsragujn chumb.

## Geschichte
Der Verein wurde 2020 in der zweitklassigen Aradschin chumb gegründet. Seit dem Aufstieg 2021 spielt in der höchsten Liga des Landes.
- Armenischer Pokalsieger: 2022

## Saisons
| Saisons   | Div. | Līga              | Platz | @           |
| --------- | ---- | ----------------- | ----- | ----------- |
| 2020/2021 | 2.   | Aradschin chumb   | 3.    | [ 1 ] [ 2 ] |
| 2021/2022 | 1.   | Bardsragujn chumb | 7.    | [ 3 ] [ 4 ] |

## Kader 2021/22
Stand: 8. September 2021.
| Nr. |          | Position | Name                                    |
| --- | -------- | -------- | --------------------------------------- |
| 3   | Armenien | AB       | Gagik Maghakyan                         |
| 4   | Russland | AB       | Michail Baschilow                       |
| 5   | Armenien | AB       | Norayr Nikoghosyan                      |
| 6   | Armenien | MF       | David Margaryan                         |
| 7   | Armenien | MF       | Andranik Kocharyan                      |
| 8   | Nigeria  | MF       | Julius Ufuoma                           |
| 9   | Ghana    | ST       | Benjamin Nana Techie (aus Cheetah)      |
| 10  | Armenien | MF       | Karen Nalbandyan                        |
| 11  | Armenien | AB       | Arman Asilyan                           |
| 14  | Armenien | AB       | Arman Khachatryan                       |
| 15  | Ghana    | MF       | David Quaye (aus Cheetah)               |
| 16  | Russland | TW       | Vladislav Yarukov                       |
| 19  | Ghana    | MF       | Christian Agyenim Boateng (aus Cheetah) |

| Nr. |            | Position | Name                         |
| --- | ---------- | -------- | ---------------------------- |
| 20  | Ghana      | AB       | Simon Obonde (aus Cheetah)   |
| 22  | Ghana      | ST       | Gideon Boateng (aus Cheetah) |
| 24  | Montenegro | AB       | Igor Zonjić                  |
| 25  | Brasilien  | AB       | Ebert                        |
| 31  | Russland   | TW       | Daniil Polyanskiy            |
| 33  | Armenien   | MF       | Armen Derdzyan               |
| 35  | Serbien    | TW       | Dusan Cubrakovic             |
| 37  | Russland   | ST       | Sergei Orlov                 |
| 63  | Russland   | AB       | Temur Mustafin               |
| 66  | Armenien   | ST       | Erik Petrosyan               |
| 77  | Armenien   | MF       | Davit Minasyan               |
| 88  | Armenien   | TW       | Narek Voskanyan              |
| 99  | Armenien   | AB       | Arman Mkrtchyan              |

## Stadion
Die Heimspiele trägt der Verein im Stadion-Arewik (1000 Plätze) aus.